# William Lithgow
William Lithgow (født 1582/1583 i Lanark, South Lanarkshire, Skotland, død 1645) var en skotsk rejsende, forfatter og påstået spion, der efter eget udsagn hen imod slutningen af sine mange rejser nåede at have tilbagelagt over 36.000 mil til fods.
Allerede før 1610 havde han besøgt Shetlandsøerne, Schweiz og Bøhmen. Samme år begav han sig mod Egypten og Palæstina hvor han blev tatoveret med et kors i Jerusalem. Hans næste rejse, 1614-16, var til Tunis og Fez i Marokko, men hans sidste rejste, 1619-21, til Spanien, endte med hans anholdelse i Malaga og anklager for spionage, hvilke medførte tortur og fremstilling for inkvisitionen. Med hjælp fra landsmænd bosat i Malaga slap han fri og kunne begive sig tilbage til England. Efter et langt ophold i kurbyen Bath finansieret af kongefamilien, kom han til hægterne igen, om end en retssag og krav om finansiel kompensation fra den spanske ambassadør var forgæves. Han udgav sine oplevelser i bogen Rare Adventures and Paineful Peregrinations (Sjældne eventyr og smertefulde rejser; 1614) og skrev desuden bøgerne The Siege of Breda (Belejringen af Breda; 1634), The Siege of Newcastle (Belejringen af Newcastle), samt en poesibog.